# John Sealy Townsend
John Sealy Edward Townsend, FRS (7 de junio de 1868 – 16 de febrero de 1957) fue un físico y matemático irlandés que realizó varios estudios sobre la conducción eléctrica de los gases (respecto a la cinemática de electrones e iones), midiendo de forma directa la carga eléctrica. Fue Wykeham Professor de física en la Universidad de Oxford.
Descubrió el fenómeno de la «avalancha de electrones» conocido como descarga de Townsend.

## Carrera
John Townsend nació en Galway, Condado Galway, Irlanda, hijo de Edward Townsend (profesor de Ingeniería Civil en el Queen's College de Galway) y de Judith Townsend. En 1885, ingresó en el Trinity College de Dublín, destacando en matemáticas y obteniendo su graduación en 1890. Fue becario de Maxwell e ingresó en el Trinity College de la Universidad de Cambridge, donde coincidió como investigador con Ernest Rutherford. Fue alumno en el laboratorio Cavendish de J. J. Thomson. Desarrolló la «Teoría de colisión de Townsend», realizando un importante trabajo sobre la conductividad eléctrica de los gases («Descarga de Townsend» hacia 1897). Con este trabajo fue capaz de determinar de forma directa la carga eléctrica elemental analizando diminutas gotas. Este método fue mejorado posteriormente por Robert Andrews Millikan.
En 1900, Townsend fue nombrado Wykeham Professor de Física en Oxford. En 1901, descubrió la ionización de moléculas por impacto de iones y la dependencia del camino libre medio de los electrones (en gases) de la energía. Sus estudios independientes respecto a las colisiones entre átomos y electrones de baja energía en la década de 1920 posteriormente serían conocidos como «Efecto Ramsauer–Townsend». El 11 de junio de 1903, fue elegido Miembro de la Royal Society (FRS). Recibió la Medalla Hughes en 1914. Durante la Primera Guerra Mundial, investigó en Woolwich métodos inalámbricos para el Royal Naval Air Service.
Siendo alumno de Townsed, Brebis Bleaney recuerda una ocasión en la que reunió al personal de laboratorio y se dedicó a refutar la mecánica cuántica y la relatividad.
Entre las dos guerras mundiales, Townsend dirigió un pequeño y eficaz grupo de investigadores, a menudo con becas Rhodes, llegando algunos de ellos a ser físicos destacados. Sin embargo, en la década de 1930 se había reducido considerablemente su producción científica. Townsed era conocido como un conferenciante aburrido, un supervisor dogmático, y sin contacto con el amplio mundo de la física. Ningún físico alemán buscó refugio en su laboratorio en los convulsos años 1930, mientras que Lindemann, tuvo ocho físicos refugiados, algunos de los cuales dieron a su departamento reputación internacional en el mundo de la física de bajas temperaturas. A finales de los años 1930, la Universidad de Oxford decidió construir un nuevo Edificio para el Laboratorio Clarendon y seguía de cerca las relaciones entre sus dos laboratorios de física. Se había sugerido convertir la cátedra Wykeham a la física teórica. En 1941, la carrera de Townsend tuvo un final desafortunado. Había rechazado apoyar el esfuerzo de guerra dedicado a la enseñanza de los miembros de las fuerzas armadas. Cuando la universidad nombró un comité supervisor, encontró a Townsend culpable de conducta deshonesta y aconsejó que fuese expulsado a no ser que se comprometiera a dimitir. Townsend, nombrado caballero en enero de 1941, dimitió en septiembre por motivos confidenciales.
Tras jubilarse, Townsed permaneció en Oxford, donde falleció en 1957 en la Acland Nursing Home.
Townsend estaba casado con May Georgina, también del Condado de Galway, y tuvieron dos hijos. Su mujer, interesada en la política, fue concejal de la ciudad, y dos veces alcaldesa de Oxford.

## Trabajos
- The Theory of Ionisation of Gases by Collision (1910)
- Motion of Electrons in Gases (1925)
- Electricity and Radio Transmission (1943)
- Electromagnetic Waves (1951)

## Lecturas relacionadas
- Barker, Philip. Top 1000 Scientists: From the Beginning of Time to 2000 AD. ISBN 81-7371-210-7.